# Riff-Raff
Cet article possède des paronymes, voir La Loi du plus fort et Riff Raff.
Pour plus de détails, voir Fiche technique et Distribution.
Riff-Raff est un film britannique réalisé par Ken Loach, sorti en 1990.

## Synopsis
Steevie vient de sortir de prison. Il est engagé au noir sur un chantier de construction. Il s'installe dans un squat avec ses collègues. Il y apprend la solidarité et le système D. Il rencontre Susan, paumée qui rêve de devenir chanteuse.

## Fiche technique
- Titre : Riff-Raff
- Réalisation : Ken Loach
- Scénario : Bill Jesse
- Production : Sally Hibbin
- Musique : Stewart Copeland
- Photographie : Barry Ackroyd
- Montage : Jonathan Morris
- Décors : Martin Johnson
- Costumes : Wendy Knowles
- Pays d'origine : Royaume-Uni
- Format : Couleurs - Stéréo
- Genre : Comedie_dramatique
- Durée : 95 minutes
- Date de sortie : 1990

## Distribution
- Robert Carlyle : Steve
- Emer McCourt : Susan
- Richard Belgrave : Kojo
- Jim R. Coleman : Shem
- David Finch : Kevin
- Garrie J. Lammin : Mick
- Dean Perry : Wilf
- George Moss : Mo
- Willie Ross : Gus Siddon
- Ade Sapara : Fiaman
- Ricky Tomlinson (en) : Larry
- Derek Young : Desmonde
- Peter Mullan : Jake

## Distinctions
- Prix du cinéma européen pour le meilleur film européen.
- Nommé au Grand Prix de l'Union de la critique de cinéma en 1993.